# エリマー・フォン・オルデンブルク
エリマー・フォン・オルデンブルク（Elimar Herzog von Oldenburg, 1844年1月23日 - 1895年10月17日）は、ドイツの諸侯オルデンブルク大公家の成員。著述家、作曲家、軍人。

## 生涯
オルデンブルク大公アウグストとその3番目の妻スウェーデン王女セシリアの間の末息子。母方の祖父はスウェーデンの廃王グスタフ4世・アドルフ、異母姉はギリシャ王妃アマーリエである。家庭教師に教育を受けた後、ボン大学で学んだ。1865年から1875年まで軍籍にあり、1866年の普墺戦争及び1870年の普仏戦争に従軍した。
1875年以降は病気のために退役、ウィーン郊外アルトエアラー城で著述活動に専念した。喜劇作家として知られ、複数の作品がウィーンのブルク劇場やベルリンの諸劇場で上演された。ドイツ語で書かれた彼の舞台劇の台本は全て、チェコ語翻訳版が作られている。舞台上の効果を考慮した創意工夫に富む複雑な筋書きを得意とした。

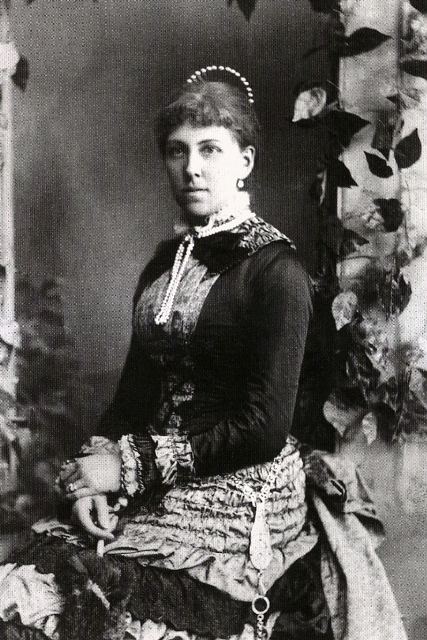
妻のナタリー

1876年11月9日にウィーンで、男爵令嬢ナタリー・フォーゲル・フォン・フリーゼンホーフ（1854年 - 1937年）と結婚。彼女はアレクサンドル・プーシキンの妻ナターリヤの妹アレクサンドラ・ゴンチャローヴァと、その夫でオーストリア人外交官のグスタフ・フォーゲル・フォン・フリーゼンホーフ男爵（1807年 - 1889年）の一人娘だった。2人の結婚は貴賤結婚とされ、妻子はエリマーの死去した翌年1896年にようやくヴェルスブルク伯爵位を認められた。
妻方から相続した上部ハンガリーのブロジャニの城と所領には、プーシキン家の親類縁者が頻繁に出入りした。その中にはナタリーの従姉ナターリヤ・プーシキナとその夫のナッサウ公子ニコラウスも含まれた。ブロジャニ城には1979年ブロジャニ・プーシキン文学館が開かれた。

## 子女
妻との間に1男1女があり、1896年以降母親と共にヴェルスブルク伯爵（夫人）の姓を名乗った。
- アレクサンドリーネ・グスタフェ・フリーデリケ（1877年 - 1901年）
- グスタフ・グレゴール・アレクサンダー（1878年 - 1927年） - 1905年伯爵令嬢ルイーゼ・フォン・ハーンと結婚、子孫あり